# Sadie Plant
Sadie Plant (Birmingham, Inglaterra;1964) es una escritora y filósofa británica.

### Biografía
Graduada en filosofía por la Universidad de Mánchester pasó a dar clases en la Universidad de Birmingham en su departamento de estudios culturales. Después pasó a la Unidad de Investigación de Cultura Cibernética de la Universidad de Warwick, conocida popularmente por estar vinculada con el aceleracionismo. Actualmente se desempeña como docente en el programa de master Contemporary Arts Practice en la Universidad de Artes de Bern.
Su primer trabajo trata sobre la Internacional situacionista siendo publicado en 1992 bajo el título de The Most Radical Gesture: The Situationist International in a Postmodern Age y publicado en castellano por Errata Naturae editores en el 2008. En castellano se han editado también sus dos siguientes trabajos: Ceros + unos (1997) y Escrito con drogas ambos por la editorial Destino.
En el primero traza una original historia de la cibernética desde el feminismo y a partir de la imagen de la urdimbre y cómo tejedoras e informáticos están unidos por la misma tradición. Para ello apela a cómo Ada Byron, a principios del siglo XIX ya se planteó utilizar las tarjetas perforadas con las que funcionaba el telar Jacquard para aplicarlas a la máquina analítica de Charles Babbage. Desde ahí, Plant sigue el hilo de una nueva forma de pensar las relaciones sociales en esta sociedad tejida en red.
En Escrito con drogas (2001) relaciona diferentes tipos de drogas con las sociedades que las han consumido derivándose la tesis de que según cómo vive una sociedad, sus escritores y pensadores escogen un tipo de droga determinada para interpretarla y crear. Desde el opio de los simbolistas franceses a la cocaína utilizada por Freud en la sociedad de la segunda revolución industrial, pasando por las drogas psicodélicas de Hoffman o Ernst Jünger. Cada movimiento artístico o intelectual ha sido, según Plant, deudor de sus drogas, sin las cuales es imposible explicarlos.

## Publicaciones
- The Most Radical Gesture: The Situationist International in a Postmodern Age (1992)
- Ceros + Unos (1998, Destino)
- Escrito con drogas (2001, Destino)
- On the mobile - the effects of mobile telephones on social and individual life (2001, Motorola)
- El gesto más radical: la Internacional Situacionista en una época postmoderna (2008, Errata Naturae)

#### Artículos.
- 'Critical Gestures', Intermedia Art, Tate Gallery, London, 2008.
- 'A Situated Report', Jonctions 10: Tracks in electr(on)ic fields, Brussels 2009.
- Foreword to The Spam Book, Jussi Parikka and Tony D. Sampson, eds, Hampton Press, New Jersey 2009.
- 'Eleven Thoughts on Nothing', Vides, Un rétrospective, Centre Pompidou, Paris, 2009.
- 'Negotiations', essay for the catalogue of Ausstellung Negotiations, Today Art Gallery, Beijing, 2010.
- 'Collisions', essay for Toby Zeigler's exhibition catalogue, Simon Lee Gallery, London 2012.
- Foreword to I See What You're Saying: the Materialisation of Words in Contemporary Art, Henry Rogers, ed., BIAD/Ikon Publications, Birmingham 2012.
- 'Brum Beat', essay for Beat Streuli exhibition, Ikon Gallery, Birmingham 2012.
- 'Beating Time', essay for catalogue accompanying Megarave, Kunsthaus Langenthal, 2014